# Pilblad i strömmen
Pilblad i strömmen: En kinesisk konstnärs självbiografi, (kinesiska: 浮生六记, pinyin: Fusheng liuji; ordagrant ”Sex kapitel om ett flytande liv”) är en självbiografisk roman av Shen Fu (1763-1810?), skriven i början av 1800-talet och i större antal först publicerad 1877, men dessförinnan troligen cirkulerad i mindre antal i och omkring staden Suzhou.
Boken, som skildrar författarens liv från barnsben till ålderdom i sex kapitel, varav bara de första fyra finns bevarade (existerande kapitel fem och sex anses vara skriva av andra senare författare), beskriver, på ett för samtida kinesisk litteratur sällsynt sätt, de små detaljerna i vardagslivet, och, framför allt den romantiska kärleken mellan ett äkta par, författaren och hans hustru Yun. Titeln är tagen från en diktrad av poeten Li Bai, ”Det flytande livet är som en dröm, hur många gånger kan vi finna glädje i det?”.
Boken översattes i mitten av 1930-talet till engelska av Lin Yutang och vann snabbt en stor publik. Den finns i en svensk översättning (Geber 1961) gjord efter en av de minst tre existerande engelska översättningarna, och boken har dessutom publicerats på tyska, danska, franska, japanska och malajiska.

## Källa och fotnot
1. ↑   Lin Yutangs förord till den engelska översättningen 1935: Six Chapters of A Floating Life. Nyutgåva 1999: Beijing: Foreign Language Teaching and Research Press